# Quyền LGBT ở Hà Lan
Quyền đồng tính nữ, đồng tính nam, song tính và chuyển giới (tiếng Hà Lan: lesbisch, homoseksueel, biseksueel en transgender) ở Hà Lan là một trong những tiến bộ nhất trên thế giới. Hoạt động tình dục đồng giới đã được hợp pháp hóa vào năm 1811 sau khi Pháp xâm chiếm đất nước và cài đặt Bộ luật Napoléon, xóa bỏ mọi luật pháp về kê gian và không còn được ban hành sau khi đất nước được độc lập. Một thời đại đồng ý với hoạt động của người dị tính đã được đưa ra vào năm 1971. Vào cuối thế kỷ 20, nhận thức về đồng tính luyến ái tăng lên và xã hội trở nên khoan dung hơn với người đồng tính, cuối cùng dẫn đến việc được loại khỏi danh sách bệnh tâm thần vào năm 1973 và cấm về phân biệt đối xử dựa trên xu hướng tính dục trong quân đội. Đạo luật đối xử bình đẳng năm 1994 cấm phân biệt đối xử về xu hướng tình dục với lý do việc làm, nhà ở, nhà ở công cộng và các khu vực khác. Điều này đã được mở rộng vào năm 2019 để bao gồm phân biệt đối xử dựa trên bản dạng giới, biểu hiện giới tính và đặc điểm giới tính. Sau khi đất nước bắt đầu cấp các cặp đồng giới hợp tác trong nước lợi ích vào năm 1998, Hà Lan trở thành quốc gia đầu tiên trên thế giới hợp pháp hóa hôn nhân đồng giới vào năm 2001. Cho phép đồng giới và con riêng. Các cặp đồng tính nữ cũng có thể được tiếp cận với IVF.
Hà Lan đã trở thành một trong những quốc gia tự do văn hóa nhất thế giới, với các cuộc thăm dò gần đây cho thấy hơn 90% người Hà Lan ủng hộ hôn nhân đồng giới. Amsterdam thường được coi là một trong những thành phố thân thiện với LGBT nhất trên thế giới, nổi tiếng với nhiều phòng nghỉ đặc biệt liên quan đến cộng đồng LGBT, bao gồm nhiều người đồng tính bar, nhà tắm, khách sạn và địa điểm cũng như Pink Point, cung cấp thông tin thân thiện với LGBT và quà lưu niệm, và Homomonument quốc gia, được hoàn thành vào năm 1987 và là tượng đài đầu tiên trên thế giới để tưởng nhớ những người đồng tính bị bức hại và giết hại trong Thế chiến II.

## Công nhận mối quan hệ đồng giới

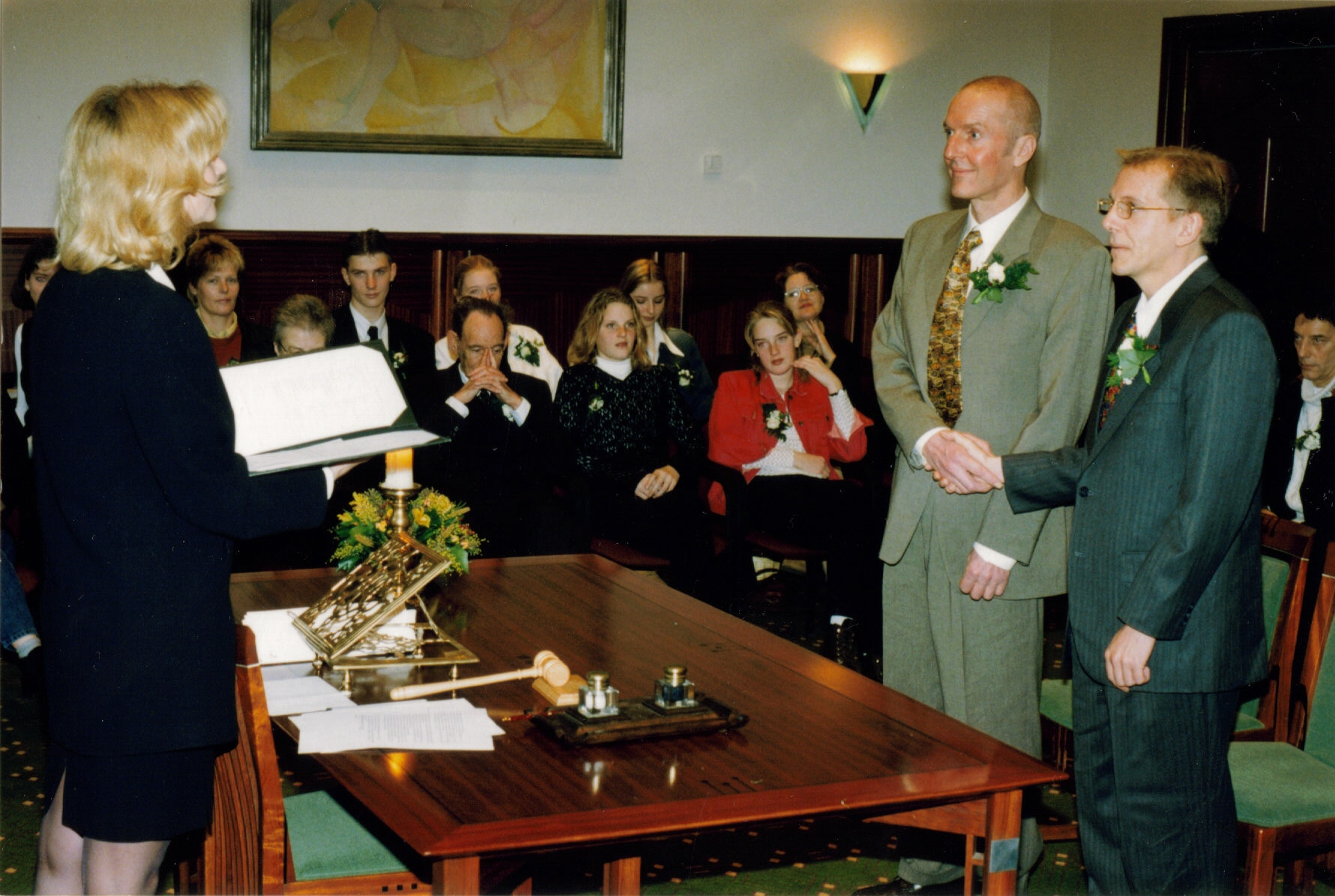
Hai người đàn ông kết hôn ở Amsterdam, trong tháng đầu tiên sau khi khả năng kết hôn được mở ra cho các cặp đồng giới (2001)

Luật pháp Hà Lan bắt đầu cấp cho các cặp đồng giới quan hệ đối tác trong nước vào ngày 1 tháng 1 năm 1998 như một sự thay thế cho kết hôn, cũng được phép cho các cặp khác giới. Hà Lan trở thành quốc gia đầu tiên trên thế giới hợp pháp hóa hôn nhân đồng giới vào năm 2001, với luật bắt đầu có hiệu lực vào ngày 1 tháng 4. Ngày hôm đó, Job Cohen, Thị trưởng Amsterdam, kết hôn với bốn cặp đồng giới sau khi trở thành người đăng ký đặc biệt để điều hành đám cưới. Dự luật đã thông qua Hạ viện với 109-33. Mặc dù các cuộc hôn nhân đồng giới có thể được thực hiện ở Châu Âu một lãnh thổ của Hà Lan và lãnh thổ Caribe thuộc Hà Lan bao gồm Bonaire, Sint Eustatius và Saba, hôn nhân đồng giới được thực hiện ở Aruba, Curaçao và Sint Maarten, là những quốc gia cấu thành của Vương quốc Hà Lan, không chính thức hợp lệ. Theo kết quả của điều 40 của Hiến chương Vương quốc Hà Lan, các cuộc hôn nhân đồng giới được thực hiện ở bất kỳ nơi nào khác trong Vương quốc phải được công nhận ở tất cả các lãnh thổ, tuy nhiên, họ không bắt buộc phải đảm bảo đối xử bình đẳng với các cặp đồng giới có giấy phép kết hôn hợp lệ.
Trước năm 2014, công chức (hôn nhân) có thể từ chối kết hôn với các cặp đồng giới miễn là thành phố đảm bảo rằng các công chức khác có sẵn để tổ chức hôn lễ. Vào năm 2014, một đạo luật đã được thông qua khiến cho tất cả các quan chức hôn nhân đều từ chối dịch vụ của họ đối với các cặp đồng giới.

## Con nuôi và nuôi dạy con cái
Việc nhận con nuôi đồng giới đã được hợp pháp hóa cùng với hôn nhân đồng giới vào năm 2001, bao gồm việc nhận con nuôi chung và con riêng. Quốc hội Hà Lan cũng bắt đầu cho phép các cặp đồng giới nhận con nuôi ở nước ngoài vào năm 2005. Các cặp đồng tính nữ có thể được tiếp cận với điều trị IVF, cũng như quyền nuôi dạy con cái của họ. Mang thai hộ nhân đạo là hợp pháp ở Hà Lan. Mang thai hộ thương mại là bất hợp pháp, bất kể xu hướng tình dục. Mặc dù sự thay thế vị tha là hợp pháp, nhưng chỉ có một vài bệnh viện thực hiện các thỏa thuận này, và có những quy tắc rất nghiêm ngặt. Điều này làm cho rất nhiều cặp vợ chồng tìm cách điều trị bên ngoài Hà Lan. Năm 2019, ít nhất hai phòng khám IVF ở Hà Lan bắt đầu cung cấp dịch vụ thay thế cho các cặp đồng giới; một trong Leiderdorp giúp thụ tinh cho trứng của người mẹ thay thế, trong khi lần thứ hai trong Gemert-Bakel làm việc với các thành viên gia đình của cặp vợ chồng để có sự kết hợp di truyền tốt hơn.

## Chống phân biệt đối xử
Quốc hội Hà Lan ban hành Đạo luật đối xử bình đẳng năm 1994 (tiếng Hà Lan: Algemene wet gelijke behandeling) vào tháng 3 năm đó, trong đó cấm (trong số những người khác) phân biệt đối xử với lý do khuynh hướng tình dục trong việc làm, nhà ở, và cả nhà ở công cộng và tư nhân. Người chuyển giới được bảo vệ theo danh mục "giới tính". Trước tháng 3 năm 2019, bản dạng giới, biểu hiện giới và đặc điểm giới tính không được đề cập cụ thể, nhưng sự phân biệt đối xử dù sao cũng bị cấm. Đã có trường hợp Viện Nhân quyền Hà Lan phán quyết rằng người chuyển giới thuộc điều khoản "giới tính". Vào ngày 16 tháng 1 năm 2017, một dự luật đã được giới thiệu sẽ bổ sung rõ ràng các đặc điểm giới tính, bản dạng giới và biểu hiện giới tính vào danh sách các căn cứ chống phân biệt đối xử. Dự luật đã được Hạ viện (127-23) phê duyệt vào ngày 3 tháng 7 năm 2018 và bởi Thượng viện (64-11) vào ngày 12 tháng 3 năm 2019. Ngoài ra, một chuyển động đã được thông qua (123-27) yêu cầu Chính phủ điều tra xem liệu có thể thay thế thuật ngữ "định hướng dị tính hay đồng tính luyến ái" Với thuật ngữ "xu hướng tình dục" bao gồm tất cả các định hướng, bao gồm cả người song tính và vô tính.
Gần đây, một lỗ hổng đã được sửa trong Đạo luật đối xử bình đẳng năm 1994. Trước khi, các trường tôn giáo này được Chính phủ tài trợ không được phép sa thải hoặc từ chối giáo viên về "sự thật duy nhất" về khuynh hướng tình dục của ai đó. Tuy nhiên, một số trường đã giải thích điều này, rằng họ có thể sa thải một giáo viên vì những hành vi bên ngoài cơ sở đã đi ngược lại với đạo đức của trường. Điều này dẫn đến việc chấm dứt một giáo viên vào năm 2005 vì có mối quan hệ đồng giới. Luật này được gọi là de enkelefeitconstructie (công trình "thực tế duy nhất"). Một dự luật đã loại bỏ quy tắc "thực tế duy nhất" và đảm bảo rằng học sinh và giáo viên LGBT không thể bị sa thải vì xu hướng tính dục của họ đã được tranh luận tại Quốc hội vào năm 2014. Vào ngày 27 tháng 5 năm 2014, dự luật này đã được đại đa số Hạ viện (141-9) phê chuẩn và vào ngày 10 tháng 3 năm 2015, dự luật đã được Thượng viện phê chuẩn (72-3). Dự luật đã có hiệu lực vào ngày 1 tháng 7 năm 2015.

## Hiến máu
Ở Hà Lan, cũng như ở nhiều quốc gia khác, nam có quan hệ tình dục với nam (NQHN) trước đây không được phép hiến máu. Dân số NQHN ở các nước phát triển có xu hướng có tỷ lệ nhiễm HIV/AIDS tương đối cao, Vì vậy, lệnh cấm chăn đã được thi hành cho đến năm 2015. Vào tháng 4 năm 2012, Hạ viện đã bỏ phiếu về một động thái sẽ chấm dứt lệnh cấm này và sẽ biến hành vi nguy cơ tình dục thành tiêu chí hiến máu; để đáp lại, Chính phủ đã yêu cầu ngân hàng máu Sanquin và Đại học Maastricht điều tra xem liệu những người đàn ông có quan hệ tình dục với nam giới có được phép hiến máu hay không. Báo cáo được trình bày vào ngày 6 tháng 3 năm 2015 cho thấy có cơ sở khoa học y tế để điều chỉnh các chính sách lựa chọn nhà tài trợ xung quanh những người đàn ông quan hệ tình dục với những người đàn ông khác. Điều này đã lấy đi lập luận chính về rủi ro an toàn. Vào ngày 28 tháng 10 năm 2015, Bộ trưởng Y tế, Phúc lợi và Thể thao tuyên bố rằng việc trì hoãn 12 tháng về hiến máu sẽ thay thế lệnh cấm suốt đời. Vào ngày 15 tháng 2 năm 2019, ngân hàng máu Sanquin tuyên bố sẽ rút ngắn thời gian này xuống còn 4 tháng. Chính sách dự kiến sẽ được thực hiện vào khoảng tháng 7 năm 2019.

## Điều kiện sống

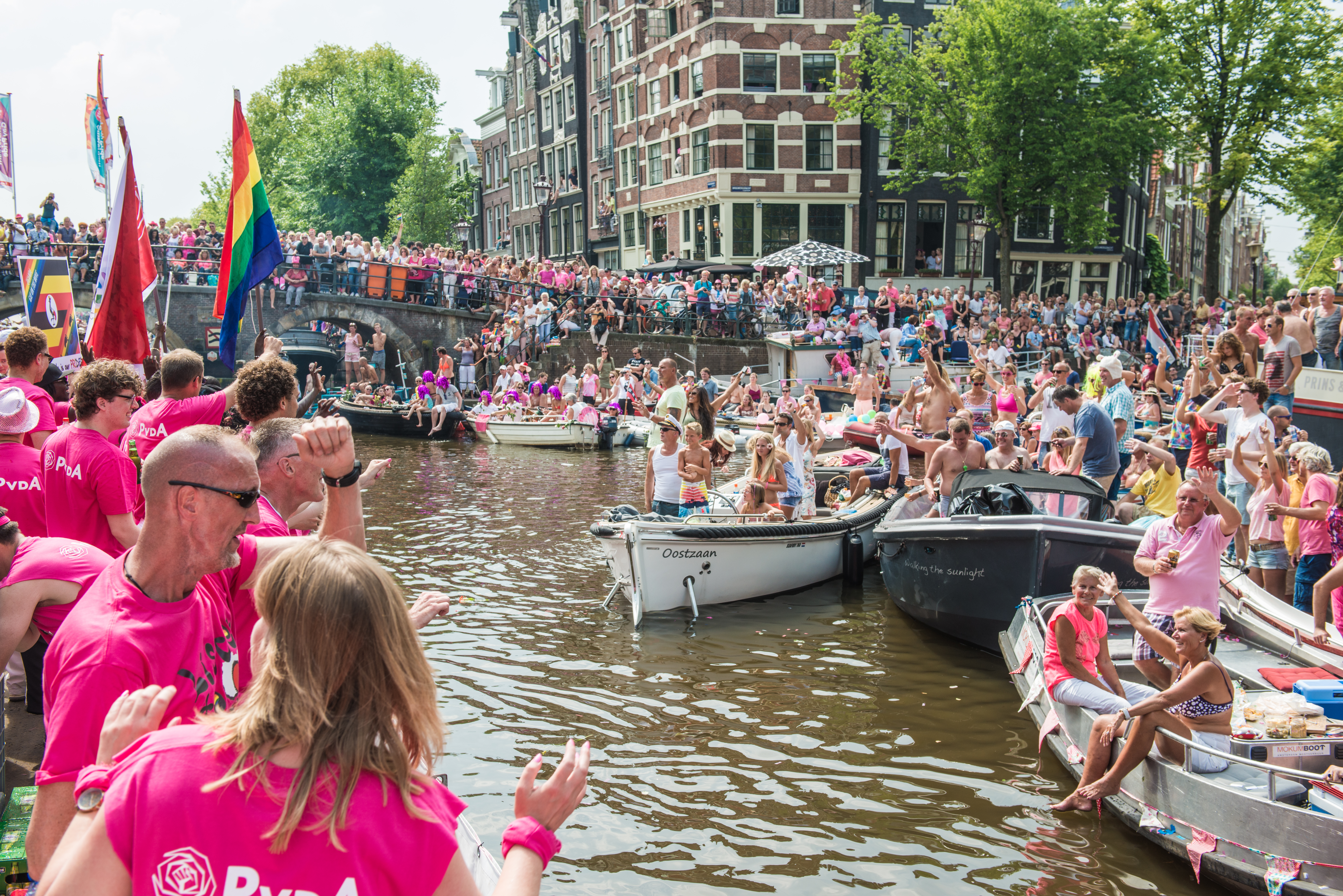
Amsterdam Gay Pride 2014

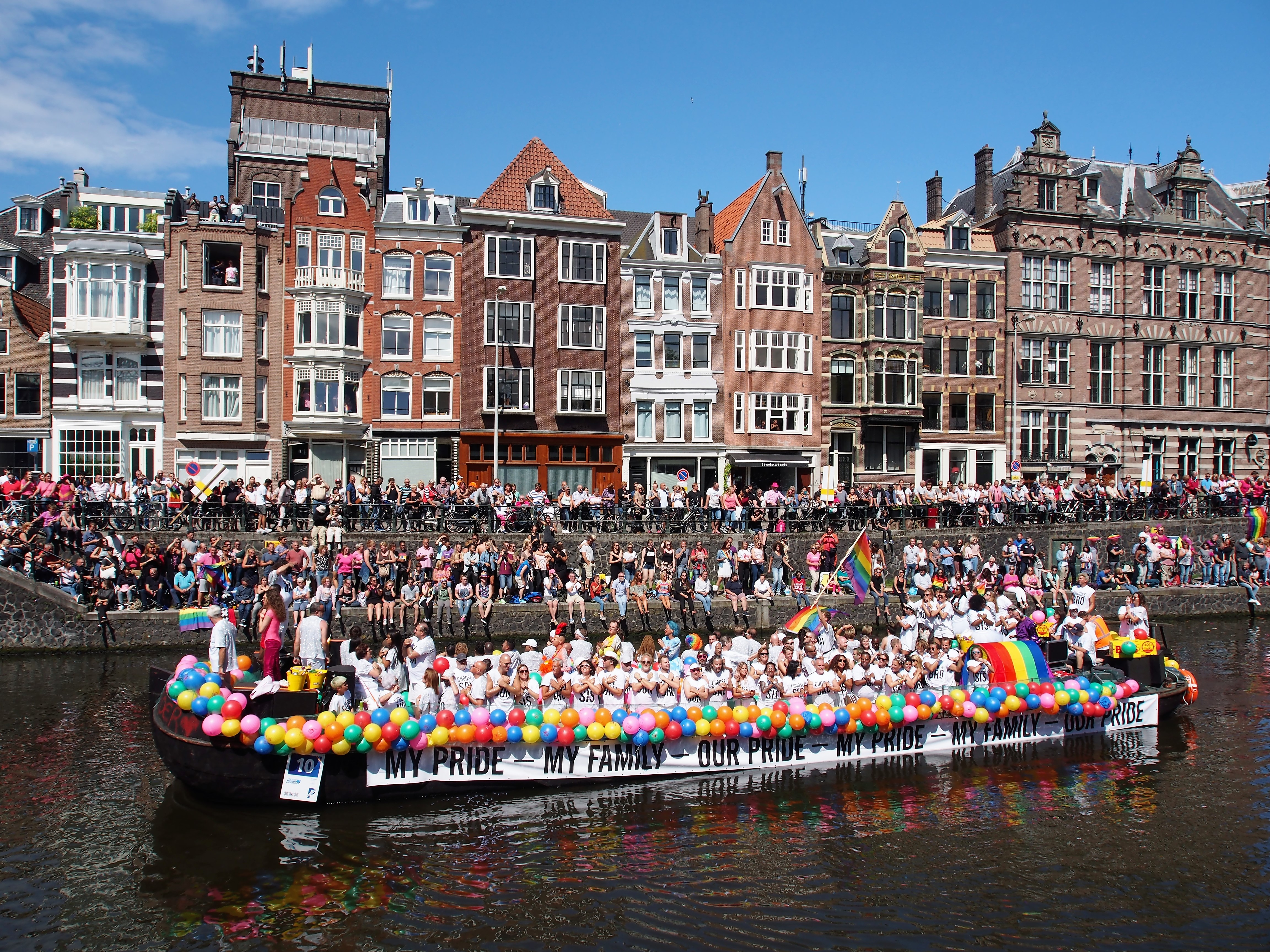
Amsterdam Pride thu hút hàng ngàn người mỗi năm. Nó bao gồm một cuộc diễu hành của những chiếc thuyền, như được hiển thị ở đây vào năm 2017.

Hà Lan thường được coi là một trong những quốc gia thân thiện với người đồng tính nhất trên thế giới, trên tài khoản của việc áp dụng sớm pháp luật quyền LGBT và nhận thức khoan dung. Amsterdam đã được gọi là một trong những thành phố thân thiện với người đồng tính nhất trên thế giới bởi các ấn phẩm như Độc lập. lễ hội niềm tự hào đồng tính hàng năm đã được tổ chức tại Amsterdam hàng năm kể từ năm 1996. Lễ hội thu hút hàng trăm nghìn du khách mỗi năm và do đó, một trong những sự kiện thường niên được tổ chức công khai lớn nhất ở Hà Lan. Amsterdam cũng đã là thành phố chủ nhà của Europride hai lần, vào năm 1994 và 2016. Sau này đã thu hút hơn 560.000 du khách. Ngoài Amsterdam, còn có những cảnh đồng tính có thể nhìn thấy ở Rotterdam, Kerkrade, Utrecht, The Hague và Scheveningen, với một số quán bar, phòng tắm hơi và câu lạc bộ phục vụ khách hàng đồng tính.
Một cuộc khảo sát năm 2013 cho thấy 93% người dân Hà Lan tin rằng người đồng tính nên sống cuộc sống như họ muốn, chỉ có 4% tin rằng đồng tính luyến ái nên bị từ chối. Các cuộc thăm dò ý kiến khác cũng cho thấy mức độ chấp nhận cao của cộng đồng và người LGBT đối với người LGBT, một lần nữa khiến nhiều người gọi Hà Lan là một trong những quốc gia thân thiện với người đồng tính nhất trên thế giới. Theo một mối quan hệ năm 2016 từ Viện nghiên cứu xã hội Hà Lan, hầu hết người Hà Lan có thái độ tích cực đối với đồng tính luyến ái. Chỉ 7% người Hà Lan xem tiêu cực đồng tính luyến ái và song tính và 10% xem người chuyển giới tiêu cực. Tuy nhiên, 3,8% người đồng tính nam và đồng tính nữ là nạn nhân của bạo lực, so với 2,4% của người dị tính. Và 32% số người được hỏi cho biết họ sẽ phạm tội khi thấy hai người đàn ông hôn nhau và 23% khi thấy hai người phụ nữ hôn nhau (và 12% khi nhìn thấy hai người khác giới hôn nhau).
Vào tháng 4 năm 2017, một cặp đôi đồng tính đã bị tấn công bởi một nhóm thanh niên Ma-rốc tại thành phố Arnhem. Sau vụ tấn công, một số chính trị gia, cảnh sát, linh mục và nhiều người khác đã thể hiện sự phản đối của họ đối với bạo lực LGBT bằng cách nắm tay nhau ở nơi công cộng. Hiển thị cũng xảy ra ở các quốc gia khác, cụ thể là Vương quốc Anh, Hoa Kỳ và Úc. Khoảng 400 đến 600 cuộc tấn công chống lại người LGBT xảy ra từ năm 2011 đến 2017, theo COC của nhóm LGBT.

## Bảng tóm tắt
| Quyền | Có/Không | Ghi chú |
| --- | -------- | --- |
| Hoạt động tình dục đồng giới hợp pháp                                                                                       | Yes      | Từ năm 1811 |
| Độ tuổi đồng ý | Yes      | Từ năm 1971 |
| Luật chống phân biệt đối xử trong việc làm                                                                                  | Yes      | Từ năm 1994 |
| Luật chống phân biệt đối xử trong việc cung cấp hàng hóa và dịch vụ                                                         | Yes      | Từ năm 1994 |
| Luật chống phân biệt đối xử trong tất cả các lĩnh vực khác (bao gồm phân biệt đối xử gián tiếp, ngôn từ kích động thù địch) | Yes      | Từ năm 1994 |
| Luật chống phân biệt đối xử liên quan đến bản dạng giới                                                                     | Yes      | Kể từ năm 2019, hồi tố đến năm 1994 |
| Hôn nhân đồng giới | Yes      | Từ năm 2001; quốc gia đầu tiên trên thế giới để hợp pháp hóa                                                                              |
| Công nhận các cặp đồng giới                                                                                                 | Yes      | Quan hệ đối tác trong nước lợi ích từ năm 1998                                                                                            |
| Con nuôi của các cặp vợ chồng đồng giới                                                                                     | Yes      | Được giới thiệu với hôn nhân đồng giới vào năm 2001                                                                                       |
| Con nuôi chung của các cặp đồng giới                                                                                        | Yes      | Được giới thiệu với hôn nhân đồng giới vào năm 2001                                                                                       |
| Người LGBT được phép phục vụ công khai trong quân đội                                                                       | Yes      | Từ năm 1973 |
| Quyền thay đổi giới tính hợp pháp                                                                                           | Yes      | Từ năm 1985 và kể từ 2014 mà không cần phẫu thuật                                                                                         |
| Lựa chọn giới tính thứ ba                                                                                                   | Yes      | Kể từ năm 2018, vì "không thể chuyển đổi giới tính"                                                                                       |
| Liệu pháp chuyển đổi bị cấm                                                                                                 | /        | Xem Liệu pháp chuyển đổi |
| Truy cập IVF cho đồng tính nữ                                                                                               | Yes      | Từ năm 2003 |
| Làm cha mẹ tự động cho cả hai vợ chồng sau khi sinh                                                                         | Yes      | Nhà tài trợ tinh trùng không rõ chỉ dành cho các cặp đồng tính nữ                                                                         |
| Mang thai hộ thương mại cho các cặp đồng tính nam                                                                           | No       | Mang thai hộ thương mại là bất hợp pháp cho tất cả các cặp vợ chồng bất kể xu hướng tình dục; chỉ có sự mang thai hộ nhân đạo là hợp pháp |
| NQHN được phép hiến máu | /        | Kể từ năm 2015, bị hoãn 1 năm từ các hoạt động tình dục; chỉ tế bào máu, không phải huyết tương                                           |